# Alexej Ščotkin
Alexej Ščotkin (cyrilicí Алексей Щёткин; * 21. května 1991) je kazachstánský fotbalový útočník a reprezentant.

## Reprezentační kariéra
Hrál za mládežnickou reprezentaci Kazachstánu U21.
V A-mužstvu reprezentace Kazachstánu debutoval 14. 8. 2013 v Astaně v přátelském zápase proti Gruzii (výhra 1:0).